# Pezzolo de' Codazzi
Pezzolo de' Codazzi è una frazione del comune italiano di Pieve Fissiraga.
Al censimento del 21 ottobre 2001 contava 35 abitanti.

## Geografia fisica
Il centro abitato è sito a 78 m sul livello del mare.

## Storia
La località, piccolo borgo agricolo, fu attestata per la prima volta nel 972.
In età napoleonica (1809) Pezzolo divenne frazione di Lodivecchio, recuperando l'autonomia con la costituzione del Regno Lombardo-Veneto nel 1816.
All'Unità d'Italia (1861) il comune contava 302 abitanti.
Nel 1879 il comune di Pezzolo de' Codazzi venne soppresso e aggregato al nuovo comune di Pieve Fissiraga.
Nel corso del XX secolo, Pezzolo ha sofferto di un forte calo demografico, comune a molte aree rurali; si presenta oggi come un vasto cascinale, parzialmente abbandonato.